# Отжиг
О́тжиг — вид термической обработки, заключающийся в нагреве до определённой температуры, выдержке в течение определённого времени при этой температуре и последующем, обычно медленном, охлаждении до комнатной температуры. При отжиге осуществляются процессы возврата (отдыха металлов), рекристаллизации и гомогенизации. Цели отжига — снижение твёрдости для облегчения механической обработки, улучшение микроструктуры и достижение большей однородности металла, снятие внутренних напряжений.

## Виды отжига
По классификации А. А. Бочвара различают 2 вида отжига:
1. Отжиг 1-го рода — без фазовой перекристаллизации — применяется для приведения металла в более равновесное структурное состояние: снимается наклёп, понижается твёрдость, возрастают пластичность и ударная вязкость, снимаются внутренние напряжения (в связи с процессами отдыха и рекристаллизации).
2. Отжиг 2-го рода осуществляется с фазовой перекристаллизацией: металл нагревается до температуры выше критических точек, затем следует выдержка различной продолжительности и последующее сравнительно медленное охлаждение.

### Полный и неполный отжиг
- Полный отжиг заключается в нагреве стали на 30—50 °C выше верхней критической точки для полного превращения структуры стали в аустенит и последующем медленном охлаждении до 500—600 °C для образования феррита и перлита. Скорость охлаждения для углеродистых сталей около 50—100 °C/час. Если охлаждение ведётся на воздухе, происходит нормализация.
- Неполный отжиг заключается в нагреве до температуры между нижней и верхней критическими точками и последующем медленном охлаждении.

### Изотермический отжиг
Для легированных сталей применяют изотермический отжиг, состоящий в нагреве выше верхней критической точки А3 область избыточного аустенита, выдержке, охлаждении до температуры ниже нижней критической точки А1, выдержке, достаточной для полного превращения аустенита в перлит, и охлаждении до комнатной температуры.

### Диффузионный (гомогенизирующий) отжиг
Диффузионный отжиг состоит в нагреве до температур, значительно превосходящих критические точки, и продолжительной выдержке; используется для литого материала, обеспечивает получение равновесной структуры. Диффузионный отжиг приводит к достижению более однородных свойств по объёму изделия и особенно улучшению механических свойств в поперечном (по отношению к прокатке) направлении. В необходимых случаях для предотвращения обезуглероживания стали производят отжиг в защитных атмосферах. При диффузионном отжиге идут следующие процессы:
1. выравнивание химического состава до равновесного;
2. растворение избыточных фаз;
3. выделение фаз из пересыщенного твёрдого раствора — особый случай — гетерогенизация во время гомогенизации, наблюдается в алюминиевых сплавах, содержащих хром, цирконий и скандий;
4. рост зерна;
5. образование и рост пор.

#### Методы выполнения диффузионного отжига
При начале диффузионного отжига сначала растворяются самые легкоплавкие эвтектики (тройные, четверные), потом нагревают до двойной эвтектики, а затем нагревают под температуру метастабильного солидуса. Основная задача — сократить время обработки. Для этого нужно нагреть на возможно более высокую температуру. При этом материал не должен испытывать:
1. перегрева — чрезмерного роста зерен,
2. пережога — окисления границ зёрен.

#### Высокотемпературный диффузионный отжиг
Нагревать до температуры между температурами метастабильного и стабильного солидуса, заранее обрекая материал на частичное расплавление. Если объём легкоплавких фаз менее 1 %, то эта жидкость позднее рассасывается и влияния на свойства не оказывает.
Температура нагрева зависит от температуры плавления Тн = 0,7—0,8 Тпл

### Рекристаллизационный отжиг
Рекристаллизационный отжиг — нагрев до температуры на 100—200 °C выше температуры рекристаллизации, выдержка и последующее охлаждение. Вследствие процесса рекристаллизации происходит снятие наклёпа, и свойства металла соответствуют равновесному состоянию.

#### Синеломкость
Синеломкость — снижение пластичности стали при одновременном повышении прочности, наблюдаемое при деформации в интервале температур, вызывающих синий цвет побежалости (200—300 °C).